# Église Saint-Paul de Py
Pour les articles homonymes, voir église Saint-Paul.
L'église Saint-Paul de Py est une église romane située à Py, dans le département français des Pyrénées-Orientales.